# Thecla eumorpha
Thecla eumorpha är en fjärilsart som beskrevs av Hayward 1950. Thecla eumorpha ingår i släktet Thecla och familjen juvelvingar. Inga underarter finns listade i Catalogue of Life.